# WEC 34
WEC 34: Faber vs. Pulver foi um evento de MMA promovido pelo World Extreme Cagefighting ocorrido em 1 de junho de 2008 no ARCO Arena em Sacramento, California. O evento principal, anunciado no WEC 33, foi a luta entre Jens Pulver e Urijah Faber pelo Cinturão Peso Pena do WEC. WEC 34 foi transmitido ao vivo na Versus. 

## Background
O evento acumulou aproximadamente 1,540,000 telespectadores na Versus, um recorde no WEC.
Richard Crunkilton foi originalmente selecionado para enfrentar Donald Cerrone nesse evento, mas ele foi forçado a se retirar da luta e foi substituído pelo estreante na promoção Danny Castillo.
Eric Schambari era esperado para enfrentar Tim McKenzie nesse evento, mas se lesionou e foi substituído pelo estreante Jeremy Lang.
Esse evento marcou a estréia promocional do futuro Campeão Peso Pena do WEC & UFC José Aldo.

## Resultados

### Card Preliminar
- Luta de Peso Galo:  Dominick Cruz vs.  Charlie Valencia

Cruz venceu por Decisão Unânime (30–27, 29–28 e 29–28).
- Luta de Peso Pena:  José Aldo vs.  Alexandre Franca Nogueira

Aldo venceu por Nocaute Técnico (socos) aos 3:22 do segundo round.
- Luta de Peso Meio Médio:  Luis Santos vs.  Alex Serdyukov

Serdyukov venceu por Nocaute Técnico (lesão) aos 5:00 do primeiro round quando Sapo foi incapaz de continuar.
- Luta de Peso Meio Pesado:  Tim McKenzie vs.  Jeremy Lang

McKenzie venceu por Finalização (triângulo) aos 0:40 do terceiro round.
- Luta de Peso Galo:  Chase Beebe vs.  Will Ribeiro

Ribeiro venceu por Decisão Dividida (29–28, 29–28 e 28–29).
- Luta de Peso Pena:  Mike Brown vs.  Jeff Curran

Brown venceu por Decisão Unânime (30–27, 30–27 e 30–27).
- Luta de Peso:  Donald Cerrone vs.  Danny Castillo

Cerrone venceu por Finalização (chave de braço) aos 1:30 do primeiro round. A luta foi ao ar na transmissão.

### Card Principal
- Luta de Peso Leve: Rob McCullough vs.  Kenneth Alexander

McCullough venceu por Decisão Dividida (30–27, 30–27 e 28–29).
- Luta de Peso Meio Pesado: Mark Muñoz vs.  Chuck Grigsby

Munoz venceu por Nocaute (golpes) aos 4:15 do primeiro round.
- Luta pelo Cinturão Peso Galo do WEC:  Miguel Torres (c) vs.  Yoshiro Maeda

Torres venceu por Nocaute Técnico (interrupção médica) aos 5:00 do terceiro round para manter o Cinturão Peso Galo do WEC. Essa luta escolhida 'Luta da Noite' junto com a luta de Urijah Faber e Jens Pulver.
- Luta pelo Cinturão Peso Pena do WEC:  Urijah Faber (c) vs. Jens Pulver

Faber venceu por Decisão Unânime (50–45, 50–44 e 50–44) para manter o Cinturão Peso Pena do WEC. Essa luta foi escolhida 'Luta da Noite' junto com a luta entre Miguel Torres e Yoshiro Maeda.